# جون بنيامين كندريك
وهو سياسي أمريكي ينتمي إلى الحزب الديمقراطي ولد جون بنيامين كندريك في 6 ايلول - سبتمبر من سنة 1857 في مقاطعة شيروكي في ولاية تكساس الأمريكية كان جون بنيامين كندريك حاكما على ولاية وايومنغ الأمريكية ما بين الأعوام 1915 إلى عام 1917 توفي كندريك في 3 تشرين الثاني - نوفمبر من سنة 1933 في ولاية وايومنغ.